# Unité urbaine de La Grand-Combe
L'unité urbaine de La Grand-Combe est une unité urbaine française centrée sur la commune de La Grand-Combe, dans le département du Gard, en région Occitanie.

## Données générales
Dans le zonage réalisé par l'Insee en 2010, l'unité urbaine était composée de quatre communes, toutes situées dans l'arrondissement d'Alès, subdivision administrative du département du Gard.
Dans le nouveau zonage réalisé en 2020, elle est composée des quatre mêmes communes. 
En 2022, avec 9 065 habitants, elle représente la 12e unité urbaine du département du Gard.
En 2022, sa densité de population s'élève à 135 hab/km2. Par sa superficie, elle représente 1,15 % du territoire départemental et, par sa population, elle regroupe 1,19 % de la population du département du Gard.

## Composition 2020 de l'unité urbaine
Elle est composée des quatre communes suivantes :
| Nom                           | Code Insee | Département | Statut       | Superficie (km2) | Population (dernière pop. légale) | Densité (hab./km2) | Modifier                                    |
| ----------------------------- | ---------- | ----------- | ------------ | ---------------- | --------------------------------- | ------------------ | ------------------------------------------- |
| La Grand-Combe (ville-centre) | 30132      | Gard        | ville-centre | 12,01            | 4 837 (2022)                      | 403                | modifier les données · modifier les données |
| Branoux-les-Taillades         | 30051      | Gard        | banlieue     | 15,02            | 1 297 (2022)                      | 86                 | modifier les données · modifier les données |
| Sainte-Cécile-d'Andorge       | 30239      | Gard        | banlieue     | 19,09            | 528 (2022)                        | 28                 | modifier les données · modifier les données |
| Les Salles-du-Gardon          | 30307      | Gard        | banlieue     | 21,09            | 2 403 (2022)                      | 114                | modifier les données · modifier les données |

## Évolution démographique
| 1968   | 1975   | 1982   | 1990   | 1999   | 2010  | 2015  | 2022  |
| ------ | ------ | ------ | ------ | ------ | ----- | ----- | ----- |
| 20 105 | 16 279 | 13 743 | 11 991 | 10 135 | 9 642 | 9 692 | 9 065 |

#### Données générales
- Unité urbaine en France
- Aire d'attraction d'une ville
- Liste des unités urbaines de France

#### Données démographiques en rapport avec l'unité urbaine de La Grand-Combe
- Aire d'attraction d'Alès
- Arrondissement d'Alès

#### Données démographiques en rapport avec le Gard
- Démographie du Gard